# Saloca
Saloca is een geslacht van spinnen uit de familie hangmatspinnen (Linyphiidae).

## Soorten
De volgende soorten zijn bij het geslacht ingedeeld:
- Saloca diceros (O. P.-Cambridge, 1871)
- Saloca elevata Wunderlich, 2011
- Saloca gorapaniensis Wunderlich, 1983
- Saloca khumbuensis Wunderlich, 1983
- Saloca kulczynskii Miller & Kratochvíl, 1939
- Saloca ryvkini Eskov & Marusik, 1994